# ドミニオン (スタートレック)
ドミニオン（英: Dominion）とは『スタートレック』シリーズに登場する架空の国家で、ガンマ宇宙域を広く支配している。

## 概要
創設者と呼ばれる支配種族を頂点として、彼らに服従するよう遺伝子操作されたボルタ人、ジェムハダーなど様々な種族によって構成されている。その行動原理は混沌の中にある宇宙に秩序をもたらすというもので、他種族侵略に際しては、抵抗を受けた場合、その種族に対して不治の病を発するウィルスを惑星全体にばらまくなど、非情で冷徹な側面を持つ。
ロミュラン帝国が当時使用していた遮蔽装置を見破るなど、惑星連邦やクリンゴン帝国等を上回ると思われる科学技術力と、小型戦闘艇から大型航宙艦にいたるまで強大な戦闘力を持つ軍隊を有する。さらに、創設者自らが、侵略対象の要人等に変身して入れ替わったうえ、情報収集や破壊工作などを行うこともある。
24世紀、安定したベイジョー・ワームホールによってアルファ宇宙域と接触するようになると、アルファ宇宙域の覇権を握るべく、カーデシア連合と（後には、ブリーンとも）同盟を組み、惑星連邦・クリンゴン帝国・ロミュラン帝国の同盟軍との戦争を引き起こした（ちなみに、この戦争中、ボルタ人のウェイユンは、「ドミニオン誕生以来 1万年間、降伏などとは一切無縁」と発言していた）。なお、この戦争は、ドミニオン戦争とも呼ばれる。
ドミニオンが実際に登場する作品は『スタートレック:ディープ・スペース・ナイン』であり、他のシリーズでは台詞での言及などにとどまる。例えば小説『カーク艦長の帰還』下巻61ページには、ただ単に「カーデシアがドミニオンによって領有権を脅かされている…」と、だけ記載されている程度である。
日本語版では固有名詞である「ドミニオン」を「自治領」と語義そのままに訳してしまっている例がある。『スタートレック:ヴォイジャー』の「プロメテウスの灯を求めて」では、アルファ宇宙域から遠く離れてしまったため現在の事情を知らないU.S.S.ヴォイジャーの乗組員に対し、U.S.S.プロメテウスの乗組員がドミニオンとの戦いを説明する台詞において、「自治領との内紛」と誤訳されている。ちなみに、劇場版の『スタートレック 叛乱』および『ネメシス/S.T.X』での言及の際には、「ドミニオン」と正しく訳されている。